# 宮内國郎
宮内 國郎（みやうち くにお、1932年（昭和7年）2月16日 - 2006年（平成18年）11月27日）は、日本の作曲家。宮内 国郎と表記されることも多い。

## 略歴
東京府出身。実家は印刷業を営んでいた。
少年時代、音楽好きであった兄の影響でクラシック音楽に親しみ、16歳のときにジョージ・ガーシュウィンの伝記映画『アメリカ交響楽』を見てジャズに傾倒する。国立音楽大学附属高等学校に入学、松本文男に師事し、トランペット奏者を志したが、高校2年生の時、軽い肺結核を患い断念した。服部正、入野義朗、斎藤一郎などの指導を受けながら、作曲家としての修業を積む傍ら、フリーの立場でアレンジを中心に、民放ラジオ局ニッポン放送関係の仕事に従事する。
1950年代後半からテアトル・ド・ポッシュに所属。ニッポン放送での仕事を皮切りに、映画やテレビ番組の音楽を担当するようになる。もともと映像の音楽を手がけるようになったきっかけは、1959年（昭和34年）のフジテレビ開局前に試験電波として流していたテスト放送用の番組に音楽をつけたことが始まりだという。フジテレビ開局以降は同局のテレビドラマの音楽や番組テーマ曲などを次々と作曲し、のちの映像音楽作曲への第一歩を記した。1960年（昭和35年）には、映画『恐妻党総裁に栄光あれ』で初めて映画音楽を手掛ける。
フジテレビに勤務していた友人・円谷皐の推薦により、映画『ガス人間第一号』に抜擢される。1966年にTBSで放映が決まった円谷プロダクション制作の『ウルトラQ』、引き続いて『ウルトラマン』の音楽を担当し、初期ウルトラシリーズのイメージ作りに、音楽面で大きく貢献した。以後、特撮テレビ番組の音楽も多く手掛けた。
1979年（昭和54年）、それまで培ってきた映像音楽の集大成を『ザ☆ウルトラマン』に残すこととなり、これは円谷プロ作品ではBGMを初めて海外録音という快挙を成し遂げた。
ジャズ畑出身だが、晩年はデジタル系の音楽に傾倒していった。『ウルトラQ dark fantasy』では、原作『ウルトラQ』のテーマ曲をデジタル系のサウンドでリメイクしている。
2006年11月27日午後4時13分、大腸癌のため東京都府中市の病院で死去。74歳没。

## 作品

### 映画
- 恐妻党総裁に栄光あれ（1960年）[2]
- ガス人間第一号（1960年）[2][注釈 2]
- 海猫が飛んで（1962年）[注釈 3]
- 殺人者を追え（1962年）
- ただいま診察中（1964年）[2]
- ウルトラシリーズ
  - 長篇怪獣映画ウルトラマン（1967年）
  - 実相寺昭雄監督作品ウルトラマン（1979年）
  - シン・ウルトラマン（2022年）
- ゴジラシリーズ
  - ゴジラ・ミニラ・ガバラ オール怪獣大進撃（1969年）[2][4]
  - 地球攻撃命令 ゴジラ対ガイガン（1972年）[注釈 4]

### テレビ
- 金語楼劇場
  - おトラさん（1956年）[注釈 5]
- サンウエーブ火曜劇場
  - ホープさん（1960年）
- 百万人の劇場
  - 武蔵野夫人（1960年）
- 日日の背信（1960年）
- 東芝土曜劇場
  - 人形の眼（1960年）
  - 三人の女（1961年）
  - 雪山に来た男（1962年）
  - 0のアングル（1963年）
- 人生の四季（1961年）[注釈 6]
- 顔（1962年）
- 龍虎八天狗（1962年）
- 結婚（1962年）
- 黒龍劇場
  - =女=（1962年）[注釈 7]
  - 女王蜂（1962年）
- 愛人（1962年）
- シャープ月曜劇場
  - 雪の記憶（1963年）
  - 喪服の女（1963年）
- ママの同窓会（1964年）
- 〆めて七貫（1964年）
- ライオン奥様劇場
  - 白い魔魚（1965年）
  - 母子舞い（1967年）[注釈 8]
- ポーラ名作劇場
  - 女の一生（1965年）
- ウルトラシリーズ
  - ウルトラQ（1966年）[2]
  - ウルトラマン（1966年）[2]
  - ザ☆ウルトラマン（1979年）[2][注釈 9]
  - ウルトラQ dark fantasy（2004年）[2][注釈 10]
- 快獣ブースカ（1966年）[2]
- とびだせ!バッチリ（1966年）
- お昼のゴールデンショー（1968年）
- クレオくん（1968年）
- 戦え!マイティジャック（1968年）[2][注釈 11]
- 怪獣王ターガン（日本放映1969年）[注釈 12]
- 宇宙忍者ゴームズ（日本放映1969年）[注釈 13]
- チビラくん（1970年）[注釈 14]
- ラブラブショー（1970年）
- テレビ美術館（1970年）
- スペクトルマン（1971年）[2][注釈 15]
- トリプルファイター（1972年）[2]
- 木曜リクエストスタジオ（1973年）
- 君こそスターだ!（1973年）
- チャージマン研!（1974年）
- 限りある日を愛に生きて（1974年）
- ほかほか家族（1976年）
- 恐竜戦隊コセイドン（1978年）[2][注釈 16]
- 花王名人劇場
  - さらわれたスーパースター（1980年）
- ドタンバのマナー（1984年）

### ミュージカル
- 幽霊の靴（1964年）
- ユキ坊とアキ坊（1965年）

### 楽曲

#### 作曲
歌手名の五十音順。
- 天地総子
  - 一枚のメモ
- 五十嵐淳子
  - 垣根の向う
  - 愛の時間
- 岸じゅんこ
  - 愛されてる日曜日
  - ふたりでひとり
- 仲宗根美樹
  - 海猫（かもめ）が飛んで
- 南條マキ
  - 恋のともしび
- 吉永小百合
  - この風は

#### 編曲
- 由紀さおり
  - すみれ会の歌

### オリジナルアルバム
- 交響組曲 恐竜（1978年）[注釈 17]
- 交響詩 ウルトラマン／交響詩 ウルトラセブン（1979年）[注釈 18]
- ディスコ ウルトラマン（1979年）
- 「ウルトラマン・ファンタジー組曲“2001”」〜宮内国郎の世界（1997年）